# Ангус (Техас)
Ангус (англ. Angus) — місто (англ. city) в США, в окрузі Наварро штату Техас. Населення — 444 особи (2020).

## Географія
Ангус розташований за координатами 31°59′58″ пн. ш. 96°25′40″ зх. д. / 31.99944° пн. ш. 96.42778° зх. д. (31.999468, -96.427686).  За даними Бюро перепису населення США в 2010 році місто мало площу 8,54 км², з яких 8,52 км² — суходіл та 0,02 км² — водойми.

## Демографія
Згідно з переписом 2010 року, у місті мешкало 414 осіб у 155 домогосподарствах у складі 114 родин. Густота населення становила 48 осіб/км².  Було 178 помешкань (21/км²).
Расовий склад населення:
| - 81,4 % — білих - 6,5 % — чорних або афроамериканців - 1,2 % — корінних американців - 0,7 % — азіатів - 0,5 % — вихідців з тихоокеанських островів - 6,8 % — осіб інших рас |

До двох чи більше рас належало 2,9 %. Частка іспаномовних становила 14,5 % від усіх жителів.
За віковим діапазоном населення розподілялося таким чином: 23,2 % — особи молодші 18 років, 64,5 % — особи у віці 18—64 років, 12,3 % — особи у віці 65 років та старші. Медіана віку мешканця становила 40,8 року. На 100 осіб жіночої статі у місті припадало 102,0 чоловіків;  на 100 жінок у віці від 18 років та старших — 103,8 чоловіків також старших 18 років.
Середній дохід на одне домашнє господарство  становив 49 689 доларів США (медіана — 34 792), а середній дохід на одну сім'ю — 56 343 долари (медіана — 42 500). Медіана доходів становила 28 125 доларів для чоловіків та 26 750 доларів для жінок. За межею бідності перебувало 37,4 % осіб, у тому числі 59,7 % дітей у віці до 18 років та 8,3 % осіб у віці 65 років та старших.
Цивільне працевлаштоване населення становило 221 особа. Основні галузі зайнятості: освіта, охорона здоров'я та соціальна допомога — 19,5 %, виробництво — 19,0 %, роздрібна торгівля — 14,5 %, будівництво — 12,2 %.